# イベロアメリカ

スペインとポルトガルを含むイベロアメリカの地図

イベロアメリカ（Ibero-America）とは、スペイン語やポルトガル語を話す、かつてスペインやポルトガルの植民地だったアメリカ州の地域（狭義）や、そこにスペインやポルトガル自身を加えた地域（広義）を指す、19世紀後半から使われるようになった用語である。
20世紀の後半からは、イベロアメリカ諸国機構の加盟国（すなわちイベロアメリカ首脳会議の参加国）と同義となっており、そこには、中部アフリカの赤道ギニアも含まれている。

## 概要
「イベロ」（Ibero-）という接頭辞はヨーロッパのイベリア半島を意味する。同半島にはスペイン、ポルトガル、アンドラ、そしてジブラルタルがある。イベロアメリカはアメリカ州の全スペイン語諸国とポルトガル語国のブラジルから構成されるが、フランス語国のハイチ、フランス領ギアナ、マルティニーク、グアドループは含まない。これらフランス語諸国を除外している点、およびイベリア半島の欧州諸国を含む点（その定義に含まれる場合）が、「ラテンアメリカ」との違いである。
イベロアメリカにはアメリカ合衆国（プエルトリコを除く）とその50州は含まないが、多くの州はスペインの旧植民地で、米国よりもスペインまたはメキシコの統治下にあった期間の方が長い（フロリダ州の歴史、テキサス州の歴史、メキシコ割譲地、ガズデン購入参照）。米国で最も幅広く話されている言語である英語は公用語に指定されてはおらず（いくつかの州を除く）、スペイン語話者は米国における2番目に大きな言語コミュニティである。
イベロアメリカ首脳会議は1991年以降毎年開催されており、スペインとポルトガルを含むイベロアメリカ諸国の首脳が参加している。

## イベロアメリカ諸国と人口
- スペイン語圏（計4億人以上）
 アルゼンチン 38,747,000人
 ボリビア 9,182,000人
 チリ 16,295,000人
 コロンビア 45,600,000人
 コスタリカ 4,401,000人
 キューバ 11,269,000人
 ドミニカ共和国 8,895,000人
 エクアドル 13,228,000人
 エルサルバドル 6,881,000人
 スペイン 47,116,000人
 グアテマラ 12,599,000人
 ホンジュラス 7,205,000人
 メキシコ 107,029,000人
 ニカラグア 5,487,000人
 パナマ 3,232,000人
 パラグアイ 6,158,000人
 ペルー 27,968,000人
 プエルトリコ  3,955,000人
 ウルグアイ 3,463,000人
 ベネズエラ 26,749,000人
- ポルトガル語圏（約2億人）
 ブラジル 196,342,592人
 ポルトガル 10,495,000人
- カタルーニャ語圏
 アンドラ 69,150人（スペインのカタルーニャ語話者約750万人を除く：本稿ではスペイン語人口に分類）